# Хакуті
Хакуті (яп. 白雉 — хакуті, «білий фазан») — ненґо, девіз правління імператора Японії з 650 по 654 роки.

## Змінаненґо
Новий девіз «Хакуті» був затверджений 22 березня 650 року (6 року Тайка). Після смерті імператора Котоку 22 листопада 654 року, використання ненґо було скасоване. Відсутність імператорських девізів тягнулася до 686 року, коли було затверджжено новий ненґо «Сютьо».

## Походження назви
16 березня 650 року у провінції Наґато (суч. префектура Ямаґуті) було знайдено білосніжного фазана і піднесено імператору. Вважаючи появу цього птаха щасливим знаменням (білий колір — колір божества), старий девіз «Тайка» було змінено на «Хакуті» — «білий фазан».

## Хронологія
- 1 рік （650） — Зміна ненґо Тайка на Хакуті;
- 2 рік （651） — Перенесення столиці до палацу Тойодзакі;
- 4 рік （653） — Відправка другого посольства до китайської імперії Тан;
- 5 рік （654） — Смерть імператора Котоку. Відправка третього посольства до китайської імперії Тан.

## Порівняльна таблиця
| Роки Хакуті             | 1    | 2    | 3    | 4    | 5    |
| Григоріанський календар | 650  | 651  | 652  | 653  | 654  |
| Китайський календар     | 庚戌 | 辛亥 | 壬子 | 癸丑 | 甲寅 |